# Gymnasium Sulingen
Das Gymnasium Sulingen  ist ein allgemeinbildendes, staatliches Gymnasium in der niedersächsischen Kleinstadt Sulingen im Landkreis Diepholz. Seit 2020 ist Dagmar Gerding Leiterin der Schule.

## Beschreibung
Das Gymnasium in der Schmelingstraße wird von 1038 Schülern der Klassen bzw. Jahrgänge 5 bis 13 besucht. Sie werden von 85 Pädagogen unterrichtet (2021).

### Arbeitsgemeinschaften
Die Schule bietet zahlreiche Arbeitsgemeinschaften an:
- Musik (Big Band, Chor, Rockband, Orchester u. a.)
- Zirkus, Tanz
- Abenteuer Sport
- Jugend forscht
- Schulsanitätsdienst
- Vivarien
- Umwelt, Schülerfirma, Klima-Scouts
- Wetterstation
- Video, Technik
- Doppelkopf und Tischkicker

## Ehemalige

### Schulleiter
An der Spitze des Sulinger Gymnasiums standen diese Oberstudiendirektoren als Schulleiterinnen und Schulleiter:
- Otto Lembcke: 1955 bis 1973[4]
- Günther Winterhof: 1973 bis 1982
- Wolfgang Griese: 1982 bis 2005[5]
- Ute Lüßmann: 2005 bis 2019[6]

### Lehrer
Bekannte ehemalige Lehrer des Sulinger Gymnasiums waren
- Robert Enders (Werken und Kunst)
- Harald Focke (Geschichte, Deutsch und Politik)

### Schüler
Bekannte ehemalige Schüler des Sulinger Gymnasiums waren
- Knut Teske, Journalist und Autor (Abitur 1963)[7]
- Liesel Westermann, Diskuswerferin (Abitur 1964)[8]
- Bernd Wehrenberg, Volleyballer (Abitur 1967)[9]
- Torben Kuhlmann, Kommunikationsdesigner, Illustrator und Bilderbuchautor (Abitur 2002)[10][11]
- Jan Rosenthal, Fußballspieler (Abitur 2005)[12]